# Chorinaeus hastianae
Chorinaeus hastianae är en stekelart som beskrevs av Aeschlimann 1975. Chorinaeus hastianae ingår i släktet Chorinaeus och familjen brokparasitsteklar. Inga underarter finns listade i Catalogue of Life.